# Pumbi
Pumbi és un personatge de ficció, protagonista d'un còmic creat per Josep Sanchis Grau el 1954. La seua sèrie va ser publicada per Editorial Valenciana entre 1955 i 1981 en revistes com "Pumby", "Super Pumby", "Galas Pumby" o "Gran Álbum Pumby". Posteriorment, el personatge continuaria tenint diferents aparicions en diferents mitjans, bàsicament a la revista Camacuc.

## Característiques i trajectòria editorial
Originàriament anomenat Pumby i serialitzat en castellà, Pumbi és un gat negre amb musell blanc, amb ulls grans i orelles punxegudes. Llueix un gran cascavell i pantalons curts, normalment vermells. Va ser el personatge cabdal de l'extinta Editorial Valenciana. El seu autor, Josep Sanchis Grau, el va crear en 1954 per a la revista Jaimito, si bé a l'any vinent les seues aventures es publicarien a una revista que portava el seu nom. De la revista Pumby se'n publicarien uns 1204 números. Paral·lelament, a la revista Súper Pumby, el mateix personatge viuria més aventures convertint-se en un superheroi cada vegada que bevia suc de taronja.
En 1991 Pumbi va passar a formar part de la revista infantil valenciana Camacuc a partir del número 70, on la sèrie Miss i Fuss, els fills de Pumbi es publicaria en valencià. El 1996 apareixia la revista de curta durada Kuasar Pumby, publicada una altra vegada en castellà.
El 2001 Sanchis va obtenir, després de diversos judicis, els drets d'autor del personatge, que eren retinguts pels hereus d'Editorial Valenciana.

## A d'altres mitjans
A la dècada dels 90 va ser adaptat als dibuixos animats, també en valencià gràcies a una iniciativa de RTVV.